# Holothuria sinica
Holothuria sinica is een zeekomkommer uit de familie Holothuriidae.
De wetenschappelijke naam van de soort werd in 1980 gepubliceerd door Yulin Liao.